# Federación Internacional de Guardaparques (IRF)
La Federación Internacional de Guardaparques (IRF, por sus siglas en inglés) es una organización que agrupa a asociaciones de guardaparques de todo el mundo y promueve la función vital que estas personas cumplen en la conservación del patrimonio natural e histórico.
Muchos países cuentan con organismos que se encargan de la protección y gestión de las áreas naturales. Los guardaparques dentro de estas organizaciones están representados a nivel internacional por la Federación Internacional de Guardaparques (IRF). La IRF busca representar a los guardaparques a nivel profesional. Varios países también tienen organizaciones afiliadas con los mismos objetivos. Cada 3 años un país miembro funciona como anfitrión y organiza el Congreso Mundial de Guardaparques.

## Historia
La Federación Internacional de Guardaparques se fundó el 31 de julio de 1992 con un acuerdo firmado entre la Countryside Management Association (CMA), que representa a los guardaparques en Inglaterra y Gales; la Scottish Countryside Rangers Association (SCRA); y la Association of National Park Rangers (ANPR), de Estados Unidos. 
La IRF es una organización sin fines de lucro establecida para crear conciencia y apoyar el fundamental trabajo que realizan los guardaparques para conservar el patrimonio natural y cultural del mundo. El papel de la IRF es empoderar a los guardaparques apoyando a sus organizaciones nacionales o estatales, o asistiendo en el establecimiento de asociaciones locales de guardaparques en países donde actualmente no existen. La IRF tiene registradas en su base de miembros a 91 asociaciones de guardaparques de diferentes países, con uno de los tres tipos de membresía: completa, provisoria y asociada.

## Objetivos
Los objetivos principales de la IRF son proporcionar un foro para que los guardaparques de todo el mundo puedan compartir sus éxitos y fracasos en la protección del patrimonio mundial, así como promover la transferencia de información y tecnología desde países en los que la gestión de áreas protegidas cuenta con un amplio apoyo público y gubernamental a otros en los que esta gestión está menos respaldada.
Entre otros objetivos se cuentan: 
Promover el nivel profesional de los guardaparques, ofrecerles apoyo para entrenar y equiparse, representar sus intereses a través de una estrecha cooperación con otras organizaciones internacionales, organizar reuniones internacionales de manera regular, dar apoyo a las familias de guardaparques que perdieron su vida en cumplimiento del deber.

## Día Mundial del Guardaparque
La IRF estableció en 1992 el 31 de julio como el Día Mundial del Guardaparque con la intención de enaltecer la labor y el compromiso de quienes llevan adelante esta tarea manteniendo y protegiendo hábitats, especies y recursos naturales del planeta, así como sus tesoros culturales, vitales para el futuro de las personas. Con esta fecha también se busca rendir homenaje a quienes cayeron en el cumplimiento de su deber. Este día fue conmemorado por primera vez en el año 2007.

## Congreso Internacional de Guardaparques
Cada tres años se realiza el Congreso Internacional de Guardaparques (World Ranger Congress en inglés), donde se comparte el conocimiento, se dictan charlas, se crean vínculos y se realizan acuerdos.
Este congreso se ha realizado en:
- 2019 – Sauraha, Distrito de Chitwan (Nepal)
- 2016 – Colorado (Estados Unidos)
- 2012 – Arusha (Tanzania)
- 2009 – Santa Cruz (Bolivia)
- 2006 – Stirling (Escocia)
- 2003 – Parque nacional Promontorio Wilsons (Australia)
- 2000 – Parque nacional Kruger (Sudáfrica)
- 1997 – San José (Costa Rica)
- 1995 – Zakopane (Polonia)

## Organizaciones afiliadas
Las organizaciones fundadoras son Countryside Management Association (CMA) de Inglaterra y Gales, la Scottish Countryside Rangers Association (SCRA) y la Association of National Park Rangers (ANPR) de Estados Unidos. Posteriormente se asociaron la Australian Ranger Federation (ARF), Associazione Italiana Guardie dei Parchi e delle Aree Protette (AIGAP) y Association of National Park Rangers (ANPR), entre otras.